# Holler-Moulin
Holler-Moulin (lb. Hollermillen, niem. Hollermühle) – mała miejscowość (lieu-dit) w północnym Luksemburgu, w kantonie Clervaux, w gminie Weiswampach. Do 3 października 2015 miejscowość leżała w dystrykcie Diekirch.